# 自由・安全・司法の領域
自由・安全・司法の領域（じゆう・あんぜん・しほうのりょういき）あるいは自由・安全・司法の空間（じゆう・あんぜん・しほうのくうかん、英: Area of freedom, security and justice）とは、欧州連合域内での安全、権利と自由な移動を確保するために構築される諸政策。欧州連合の域内では国境が撤廃されており、そのために越境犯罪に対抗するために国境を越えた警察の協力を強化しなければならず、また最小限の司法基準も設定しなければならない。具体的な施策として、欧州逮捕令状、シェンゲン圏、欧州対外国境管理協力機関による境界警備が挙げられる。

## 関連組織
この領域を担当するのは、欧州委員会の司法・基本権・市民権担当、及び、内務担当の委員である。両委員は、EU市民権や、差別、薬物、組織犯罪、テロリズム、人身売買との闘い、人の移動の自由、移民、難民、民事および刑事における司法協力、警察、関税協力、そして加盟希望国におけるこれらの取り組みを扱う。
またこれらを担当する部局は、欧州委員会の司法総局と内務総局である。また欧州司法機構や欧州刑事警察機構でもそれぞれで司法や警察協力を進めている。このほかにも欧州警察大学校、欧州警察長官タスクフォース、欧州国境沿岸警備機関がある。

## 活動
長らく欧州連合は司法および内務の分野で、広範にわたって権能を拡大させてきた。そのために連携した行動を調整するような機関を設立してきたのである。そのようなものには、警察部隊の連携を担う欧州刑事警察機構、検察官同士の協力を担う欧州司法機構。国境管理当局間の協調を担う欧州国境沿岸警備機関がある。また欧州連合では、域内での国境検査が撤廃されたシェンゲン圏の警察・入国管理当局で共有されているデータベースを提供するシェンゲン情報システムを運営している。
さらに欧州連合では犯罪者引渡、親族法、難民法、刑事司法などが制定されている。基本条約では長らく、性差別や国籍差別の禁止を定めている。近年では人種、宗教、身体障害、年齢、性的指向による差別の禁止についても法制化されるようになっており、職場における性差別や人種差別についての法令が施行されている。

## ヨーロッパの犯罪
2006年、コートジボワールにおいてヨーロッパの船舶が有毒廃棄物を不法投棄した事件は欧州委員会が有毒廃棄物に対する法制度の整備を実施していくきっかけとなったできごとであった。環境担当委員のスタヴロス・ディマスは「これほどの有害な廃棄物が欧州連合から持ち出されるなど絶対にあってはならないことだ」と述べている。しかしながらスペインなどの一部加盟国では有害廃棄物の輸送を犯罪としていなかったこともあり、司法・自由・安全担当委員フランコ・フラッティーニとディマスは「環境犯罪」に対する刑を定めることを提案した。この提案の正当性については2005年に欧州司法裁判所で審議され、正当性に疑いがないことが確認されている。この判決は、基本条約の規定を超えない限りにおいて欧州委員会が超国家的原理により刑事法を制定することができるという判例となった。欧州議会では欧州連合の権能に刑事法の制定を含めないとする動議が検討されたが、否決されている。ただし2007年10月に欧州司法裁判所は、欧州委員会がどのような刑罰を課すかということは提案できないとし、あくまでも刑事罰の対象となるということを提案するのみにとどまるものであるとした。
欧州委員会は、ユーロ紙幣とユーロ硬貨の偽造、クレジットカードおよび小切手についての詐欺、資金洗浄、人身売買、コンピュータへの不正侵入およびウィルス攻撃、民間部門における汚職、海洋汚染をヨーロッパの犯罪として列挙している。

## 沿革
安全と司法における協力の第1歩が踏み出されたのは1975年のことであり、この年に加盟国の司法・内務担当閣僚による会議体 TREVI が創設された。実務的な協力としては最初のものとなったのが、欧州連合域内の国境を開放する1990年署名のシェンゲン協定施行協定である。これとは並行して、ダブリン規則では警察の協力が定められた。
入国管理や警察協力といった内務政策についての協力は、3つの柱構造のひとつとして司法・内務協力を定めた欧州連合条約において正式に導入された。司法・内務協力は欧州共同体の柱と比べて政府間主義の色合いが強く、その政策決定にあたっては全会一致を要し、そのため手続きには時間がかかった。そのような制度においても欧州連合は、1993年に欧州薬物・薬物中毒監視センターを、1995年に欧州刑事警察機構を創設した。また1995年には個人情報の保護に関する指令をはじめて定めた。1997年、欧州連合は組織犯罪対策の行動計画を定め、また欧州人種差別・ 外国人排斥監視センターを設置した。1998年になると刑事事件に関する欧州司法ネットワークが組織された。
この領域の概念は、1999年5月発効のアムステルダム条約で取り入れられた。1999年10月、フィンランドのタンペレで、この領域を初めて機能させる行動計画が合意され、2004年にその計画が完遂された。その後、2004年11月に合意されたハーグ計画ではさらに目標を設定し、2005年から2010年までに実行することとされている。
アムステルダム条約では難民、移民、民事事件における司法協力の分野を司法・内務協力の柱から欧州共同体の柱の対象とする変更がなされた。これにともない司法・内務協力は警察・刑事司法協力に改称された。アムステルダム条約の発効以降、警察・刑事司法協力の柱ではなかなか進展しなかったものの、欧州共同体の柱のもとでこれらの分野の統合が進んでいった。
多くの合意などにあわせて、1999年には欧州不正対策局、2000年には欧州警察大学校が設置された。ニース条約では欧州司法機構が基本条約上の組織として記述されると、2001年から2002年にかけて欧州司法気候、庇護申請者の指紋データベース「ユーロダック」、欧州民商事司法ネットワーク、欧州犯罪防止ネットワークが創設された。2004年のマドリード列車爆破事件を受けて欧州連合は反テロリズム調整官を任命し、また2002年に合意されていた欧州逮捕礼状制度が施行された。
2009年のリスボン条約で3本柱構造が廃止されると欧州共同体と警察・刑事司法協力が統合され、司法・内務協力に関する案件は、この領域のもとに再編された。欧州議会と欧州連合司法裁判所 (欧州司法裁判所 (ECJ) と一般裁判所の総称) は、この領域全体について発言権を得るようになり、また理事会は意思決定を速めるために警察・刑事司法協力に関する案件を多数決で決定する事となった。欧州基本権憲章が法的拘束力を持つようになり、欧州刑事警察機構は欧州連合の司法枠組み内に置かれるようになった。リスボン条約が発効されたことにより、欧州理事会はその後の5年間におけるこの分野の展開についての欧州連合の行動をまとめたストックホルム計画を採択した。

## 司法
欧州連合の行動が安全に偏りすぎで、司法が軽視されているという批判がある。たとえば欧州連合は欧州逮捕令状制度を創設したが、その制度の下で逮捕された被告人に対して共通の権利を定めていない。リスボン条約で権限が強化されたことで第2次バローゾ委員会では、従来は安全分野担当と兼ねていた司法分野に専念する担当委員を任命した。この司法担当委員は加盟国に対して欧州基本権憲章の実施状況を報告する義務を負わせる。さらにバローゾ委員会は通訳などの被告人に対する共通の権利、刑務所の状態に関する最低基準といったものを提案し、また欧州連合域内のあらゆる場所において犯罪被害者が適切な配慮を受けることを確保する方策案を示した。これらの提案は各加盟国の制度が相互に信頼できるような共通の司法領域の創設が企図されている。

## 適用除外
デンマーク、アイルランドとイギリスはいずれも、アムステルダム条約によって欧州連合の法に組み入れられた警察・司法協力に関する規定についてさまざまな適用除外を受けている。このような適用除外はもともと警察・司法協力分野における3つの国の関与を制限するというものであったが、いまではこれらの3つの国は警察・司法協力に関してシェンゲン圏の制限の範囲内で協力国とみなされるようになっている。デンマークは2001年3月25日からシェンゲン協定を完全に施行している。イギリスも2001年に警察・司法協力に関する規定に加わることを選んだ。